# Igor Bondarevskij
Igor Zacharovič Bondarevskij (Игорь Захарович Бондаревский; 12. května 1913, Rostov na Donu – 14. června 1979 Pjatigorsk, Sovětský svaz) byl sovětský ruský šachový velmistr (i v korespondenčním šachu), mezinárodní rozhodčí, trenér a šachový publicista. V roce 1940 se s Andorem Lilenthalem dělil o sovětský titul. Později trénoval mistra světa Borise Spasského.